# 布·佩尔松
布·佩尔松（瑞典語：Bo Persson，1948年1月1日—），瑞典男子乒乓球运动员。他曾获得1973年世界乒乓球锦标赛男子团体金牌。